# 基姆·圣皮埃尔
基姆·圣皮埃尔（法語：Kim St-Pierre，1978年12月14日—），加拿大女子冰球运动员。她曾代表加拿大国家队参加2002年、2006年和2010年冬季奥林匹克运动会冰球比赛，获得三枚金牌。